# میمنت‌آباد (قروه)
میمنت‌آباد (قروه)، روستایی از توابع بخش چهاردولی شهرستان قروه در استان کردستان ایران است.

## جمعیت
این روستا در دهستان چهاردولی غربی قرار دارد و براساس سرشماری مرکز آمار ایران در سال ۱۳۸۵، جمعیت آن ۱۴۳ نفر (۳۳خانوار) بوده‌است.